# Rada da República Democrática da Bielorrússia
A Rada (Conselho) da República Democrática da Bielorrússia (em bielorrusso:  Рада Беларускай Народнай Рэспублікі, Рада БНР, Rada BNR) (em russo:  Рада Белорусской Народной Республики, Рада БНР, Rada BNR) é o órgão máximo diretivo do República Popular Bielorrussa. Desde 1919, a Rada BNR está em exílio, tornando-se a organização política mais influente da diáspora bielorrussa. Em 2019, a Rada BNR é o mais antigo governo existente no exílio.

## Formação

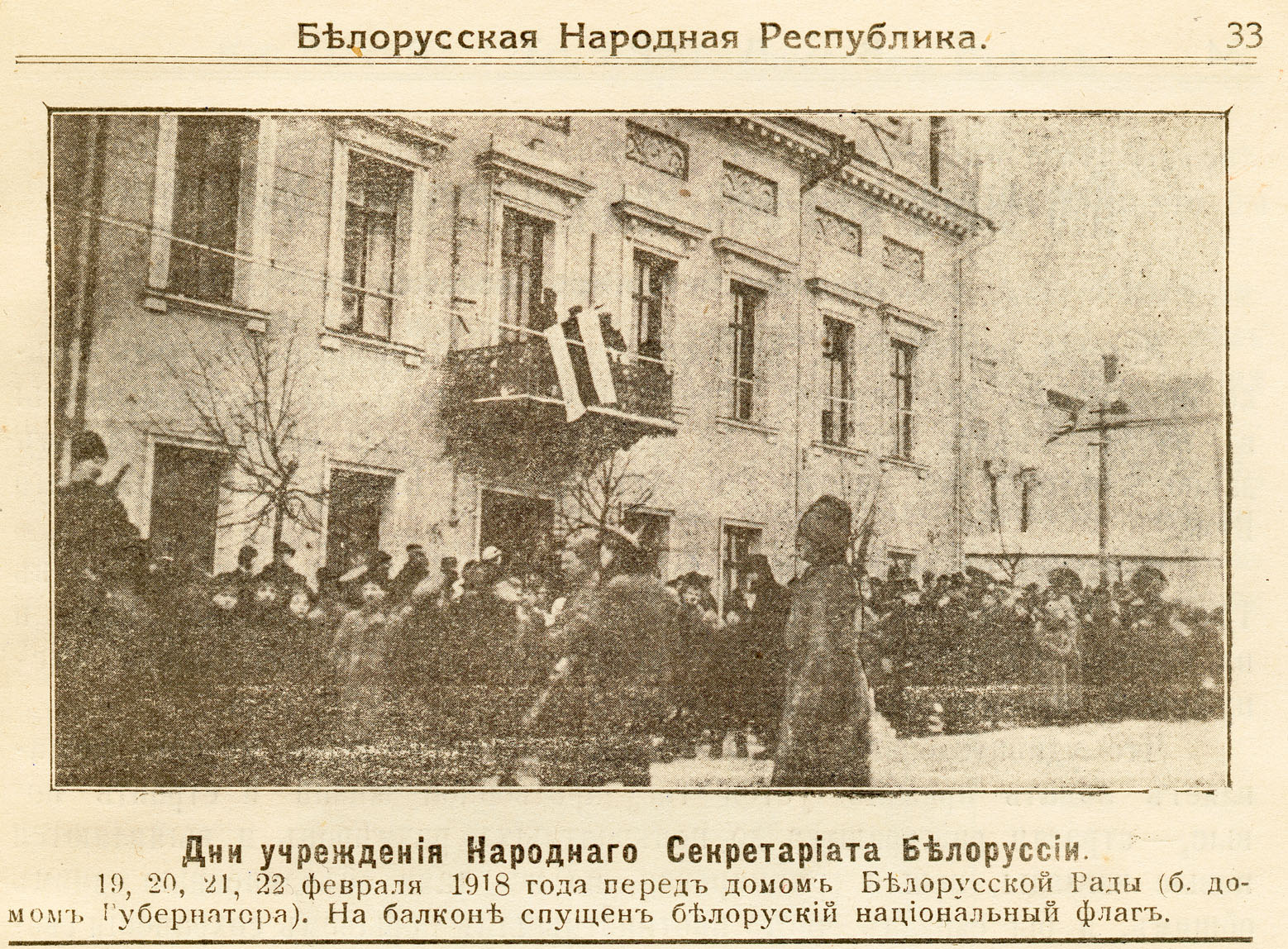
A bandeira nacional da Bielorrússia no edifício da Rada BNR em Minsk, 1918

A Rada BNR foi inicialmente estabelecida como o corpo executivo do Primeiro Congresso da Bielorrússia, realizado em Minsk , em dezembro de 1917, com mais de 1.800 participantes de diferentes regiões da Bielorrússia, incluindo representantes de organizações nacionais bielorrussas e de zemstvo regionais, além das principais denominações cristãs e partidos políticos judaicos bielorrussos. O trabalho do Congresso foi violentamente interrompido pelos bolcheviques.
Após a retirada dos bolcheviques de Minsk, a Rada declarou-se poder supremo na Bielorrússia. Depois que os bolcheviques e os alemães assinaram o Tratado de Brest-Litovsk, a Rada declarou a independência da Bielorrússia, na forma da soberana República Popular Bielorrussa.
Em 25 de março de 1918, a Rada BNR tinha 77 membros, incluindo:
- 36 eleitos no Congresso Bielorrusso
- 6 representantes da comunidade bielorrussa de Vilnius
- 15 representantes de minorias étnicas (russos, poloneses, judeus)
- 10 representantes de autoridades locais
- 10 representantes de grandes cidades

A Alemanha não deu reconhecimento oficial à Bielorrússia e impediu as atividades das instituições da República Democrática da Bielorrússia. No entanto, a Rada conseguiu começar a organizar seus órgãos de governo em diferentes partes do país, além de trabalhar no estabelecimento de um exército nacional bielorrusso e de um sistema nacional de educação.
A Rada estabeleceu contatos diplomáticos oficiais com vários Estados, incluindo a Finlândia, a República Popular da Ucrânia, a Checoslováquia, os Estados Bálticos, a Turquia e outros.
Com a aproximação dos exércitos bolcheviques a Minsk, a Rada foi forçada a se mudar para Vilnius, depois para Hrodna e, eventualmente, após a coordenação com a República da Lituânia, para Kaunas.

## No exílio

### 1919-1947
Em abril de 1919, o exército polonês tomou Hrodna e Vilnius. Józef Piłsudski emitiu a "Proclamação aos habitantes do antigo Grão-Ducado da Lituânia" afirmando que a nova administração polaca lhes daria autonomia cultural e política. A proclamação foi bem recebida pela liderança bielorrussa, especialmente considerando os planos soviéticos para a russificação da Bielorrússia. No entanto, em negociações posteriores com os líderes bielorrussos, Piłsudski propôs limitar as funções do governo bielorrusso a questões puramente culturais, o que foi rejeitado pelo primeiro-ministro bielorrusso, Anton Luckievic. O governo da Bielorrússia conseguiu incluir uma declaração para os direitos das minorias na Polônia nas resoluções da Conferência de Paz de Paris.
O governo da República Democrática da Bielorrússia protestou contra a mobilização militar polonesa na região de Vilnius, as eleições polonesas ali realizadas e a anexação da área de Augustów à Polônia. Eles também apelaram para a Liga das Nações, Grã-Bretanha, França, EUA e outros países para reconhecer a independência da Bielorrússia.
No final de 1920, o governo da Bielorrússia iniciou negociações com os bolcheviques em Moscou e tentou persuadi-los a reconhecer a independência da Bielorrússia e a libertar prisioneiros políticos bielorrussos nas prisões russas. As negociações foram infrutíferas.

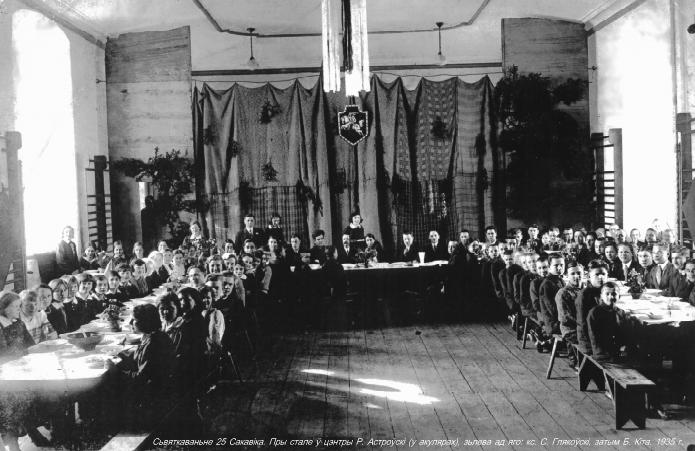
Celebração do aniversário da República Democrática da Bielorrússia no Ginásio Bielorrusso de Vilnius, 1935.

Em 11 de novembro de 1920, a República Democrática da Bielorrússia assinou um tratado de parceria com a República da Lituânia para cooperar na libertação das terras bielorrussas e lituanas da ocupação polonesa.
Após o estabelecimento da República Socialista Soviética Bielorrussa como parte da URSS, vários membros da Rada estabeleceram seus mandatos em 1925 e retornaram à Bielorrússia. Oficialmente a Rada BNR nunca reconheceu a República Soviética da Bielorrússia. A maioria dos membros da Rada que retornaram à Bielorrússia, incluindo o ex-primeiro-ministro Vaclau Lastouski, foram mortos no terror soviético na Bielorrússia na década de 1930.
Durante a Segunda Guerra Mundial e a ocupação alemã da Checoslováquia, a Rada se recusou a cooperar com os nazistas ou a reconhecer o governo colaboracionista da Bielorrússia, a Rada Central da Bielorrússia.

### Após a Segunda Guerra Mundial
O avanço do Exército Vermelho em 1945 forçou a Rada da BNR a se mudar para a parte ocidental da Alemanha, ocupada por tropas britânicas e americanas.
Em fevereiro de 1948, a Rada publicou um manifesto especial, pelo qual declarou seu retorno à atividade. Em abril de 1948, a Rada, juntamente com representantes dos refugiados bielorrussos do pós-guerra, realizou uma conferência em Osterhofen, na Baviera.
As principais atividades da Rada BNR no Ocidente foram o lobby e os contatos com os governos ocidentais para garantir o reconhecimento da Bielorrússia como um país independente. Juntamente com outras organizações anti-soviéticas no Ocidente, incluindo governos no exílio da Ucrânia e dos países bálticos, a Rada protestou contra as violações dos direitos humanos na União Soviética.
Nos anos 50, a Rada BNR permitiu a criação da edição bielorrussa da Radio Free Europe. Os membros da Rada organizaram apoio à Bielorrússia após o acidente de Chernobyl em 1986.

### Após a dissolução da URSS

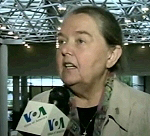
Ivonka Survilla, atual presidenta da Rada BNR

Após a dissolução da União Soviética na década de 1990, governos no exílio dos países vizinhos (Lituânia, Polônia e outros) devolveram seus mandatos aos governos independentes correspondentes.
Após a declaração de independência da República da Bielorrússia em 1990, o interesse na República Democrática da Bielorrússia aumentou na sociedade bielorrussa. A Frente Popular Bielorrussa, que era o principal partido de oposição anticomunista pró-Perestroika, apelou em muitos aspectos para o restabelecimento de uma Bielorrússia independente como a República Democrática da Bielorrússia desde o final dos anos 80. Em 1991, o parlamento bielorrusso adotou os símbolos de estado da República Democrática da Bielorrússia, a Pahonia e a bandeira branco-vermelho-branco, como símbolos de estado da República da Bielorrússia.
Em 1993, o governo da República da Bielorrússia realizou as celebrações oficiais do 75º aniversário da República Democrática da Bielorrússia em Minsk. Membros da Rada BNR participaram das celebrações junto com os principais líderes políticos da República da Bielorrússia. Foi declarado então que a Rada estava pronta para entregar seu status a um parlamento democraticamente eleito da Bielorrússia - no entanto, não para o parlamento da Bielorrússia daquela época, que havia sido eleito sob o domínio soviético.
No entanto, esses planos foram cancelados depois que o presidente Alexandr Lukashenko, eleito em 1994, retornou às políticas soviéticas em relação à língua e cultura bielorrussa.
Hoje a Rada BNR tenta promover a democracia e a independência da Bielorrússia usando contatos e lobby em países onde tem seus representantes: EUA, Canadá, Reino Unido, Estônia e outros. O Presidente da Rada realiza regularmente reuniões com os decisores políticos ocidentais e faz declarações oficiais criticando as violações dos direitos humanos e a continuação da russificação na Bielorrússia. A Rada tornou-se um centro de consolidação para vários políticos da oposição bielorrussos exilados.

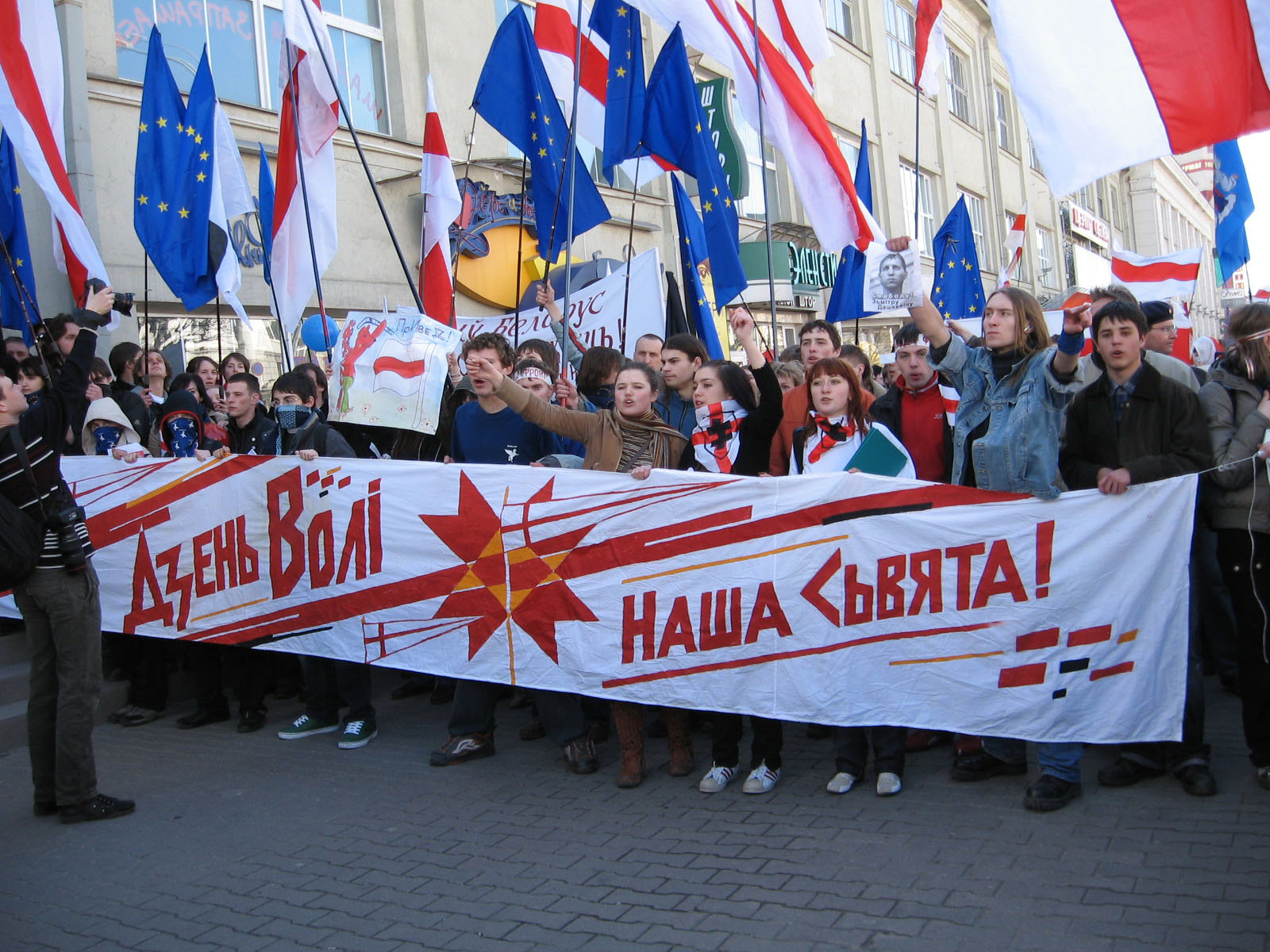
"Dia da liberdade" celebração de comício realizado pela oposição Bielorrussa em 2007

Desde o final dos anos 80, 25 de março, o Dia da Independência da República Democrática da Bielorrússia é amplamente comemorado pela oposição democrática nacional da Bielorrússia como o Dia da Liberdade (em bielorrusso:  Дзень волі). Geralmente é acompanhado por comícios da oposição em massa em Minsk e pela celebração de eventos das organizações da diáspora bielorrussa que apóiam o governo bielorrusso no exílio.

## Estrutura e funções
Inicialmente, o Rada deveria ser um parlamento provisório que deveria desempenhar suas funções até que fosse realizada uma convenção constitucional da Bielorrússia. A Rada BNR formou um governo composto por seus membros.
Hoje a Rada se considera portadora de um mandato simbólico e garante da independência da Bielorrússia. O objectivo final da Rada é transferir o seu mandato para um parlamento democraticamente eleito da Bielorrússia, sob a condição de que nenhuma ameaça à independência da Bielorrússia esteja presente.
A Rada é liderada pelo Presidente da Rada BNR (Старшыня Рады БНР) e por uma junta governativa composta por 14 membros.
A Rada inclui várias secretarias como grupos de trabalho ou secretários individuais responsáveis por direções relevantes:
- Secretaria para Assuntos Externos
- Secretaria para Assuntos Internos
- Secretaria para Informações
- Secretaria de Educação

e outros
A atividade da Rada BNR é regulada pela Constituição Provisória da República Popular da Bielorrússia e pelo Estatuto da Rada BNR.

## Presidentes da Rada BNR
- Janka Sierada (9 de março – 14 de maio de 1918)
- Jazep Losik (14 de maio de 1918 – 13 de dezembro de 1919)
- Piotra Krečeŭski (13 de dezembro de 1919 – 1928)
- Vasil Zacharka (1928-1943)
- Mikoła Abramčyk (1944-1970)
- Vicente Žuk-Hryskievič (1970-1982)
- Jazep Sažyč (1982-1997)
- Ivonka Survilla (desde 1997)

## Junta governativa atual
- Ivonka Survilla – Presidente
- Siarhiej Navumčyk, ex-membro do Soviete Supremo da Bielorrússia e o Frente Popular Bielorrussa – 1º Vice-Presidente
- Viačasłau Stankievič, Associação Bielorrusso-Americana – Vice-Presidente
- Mikoła Pačkajeŭ, Associação de bielorrussos na Grã-Bretanha, o ex-ativista sênior da Frente Popular Bielorrussa e da Frente Malady – Vice-Presidente
- Viačasłau Bortnik, ex-Vice-Presidente da Associação Bielorrusso-Americana – Secretário
- Aleś Čajčyc – Secretário De Informação
- Siarhiej Piatrovič – Tesoureiro
- Ała Kuźmickaja – Secretário De Gravação
- Dr. Ała Orsa Romano, presidente da Fundação  Orsa Romano – Secretário de Educação
- Valancina Tryhubovič,  Associação Bielorrusso-Americana – Arquivista
- Chviedar Niuńka, ex-Presidente do Sociedade da Cultura da Bielorrússia da Lituânia[13]
- Alaksandar Starykievič
- Alaksandar Kot
- Pavał Šaŭcoŭ, Associação de bielorrussos na Grã-Bretanha
- Siarhiej Piatkievič, Associação de bielorrussos na Grã-Bretanha
- Hanna Surmač, Associação Bielorrusso-Americana

## Membros notáveis

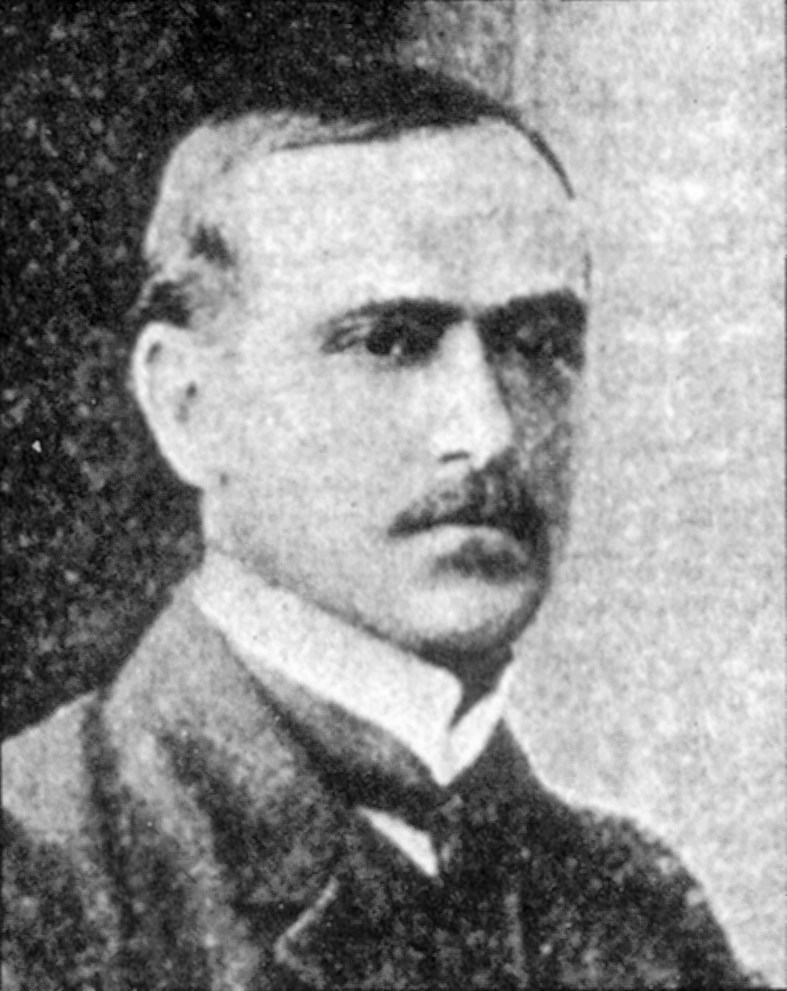
Raman Skirmunt
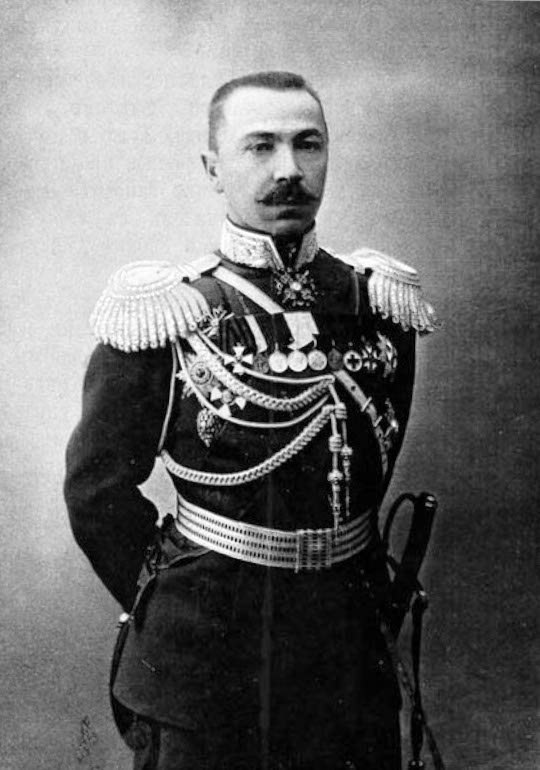
gen. Kipryjan Kandratovič
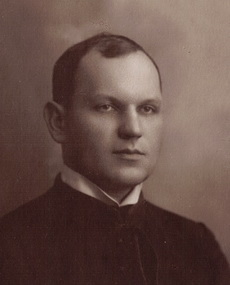
O pe. Vicente Hadleŭski
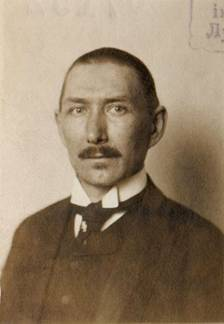
Ivan Luckievič
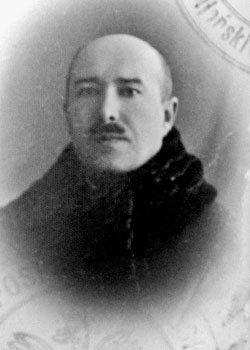
Anton Luckievič
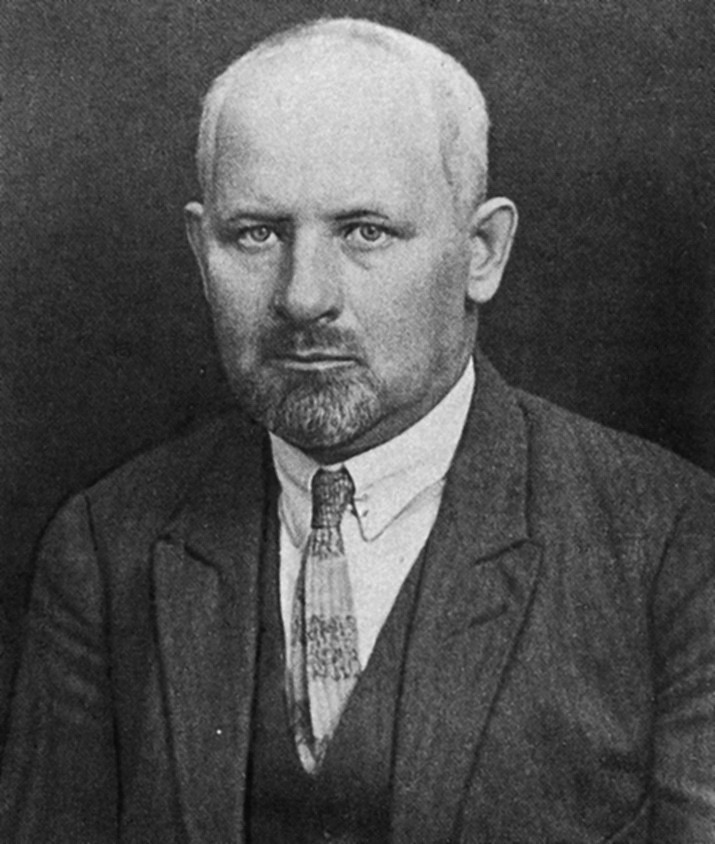
Vaclau Lastouski
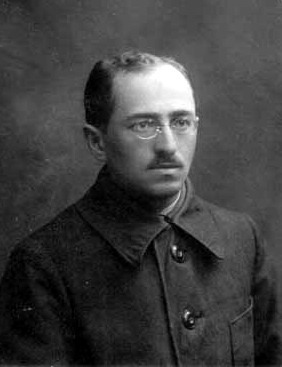
Branisłaŭ Taraškievič
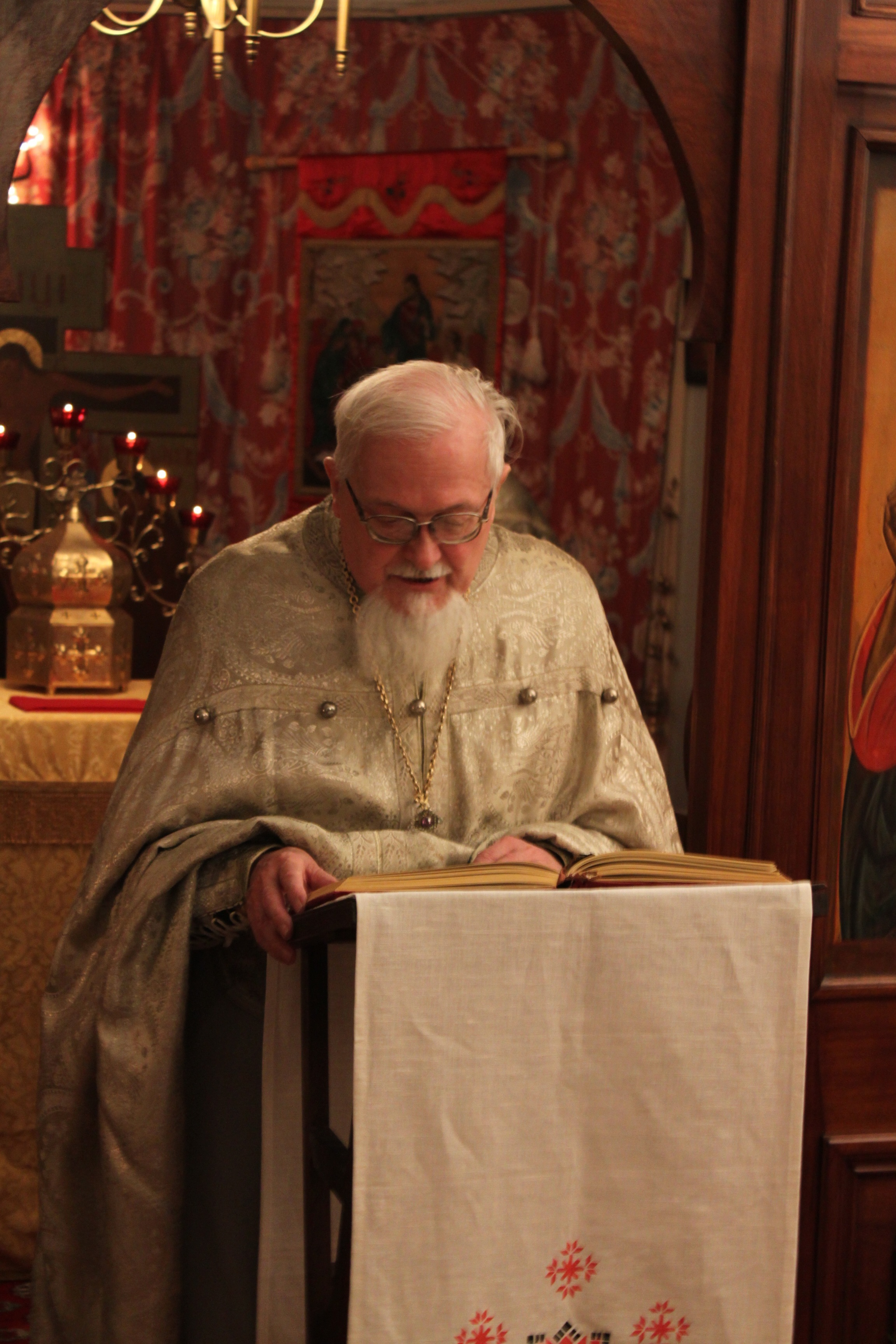
O pe. Alexander Nadson

- Jan Stankievič
- Larysa Hienijuš
- Jan Zaprudnik